# Gitana rusa
Gitana rusa es un tango cuya letra pertenece a Horacio Basterra en tanto que la música es de Juan Sánchez Gorio, que fue grabado por Ricardo Malerba el 5 de octubre de 1942 con la voz de Orlando Medina. La letra es un buen exponente del kitsch que tiene como protagonista a una gitana rusa que busca por las tabernas a su cosaco, pero ya tarde porque este se había suicidado arrojándose al Don. Hay una versión que afirma que la música fue compuesta en realidad por un violinista ucraniano.

## Los autores
Horacio Basterra ( Montevideo, Uruguay, 19 de marzo de 1914 – ídem 19 de diciembre de 1957, que utilizaba el seudónimo de Horacio Sanguinetti, fue un letrista dedicado al género del tango de larga trayectoria en Argentina. Entre sus obras se encuentran Barro, musicalizado por Osvaldo Pugliese, Moneda de cobre, Nada y Tristeza marina.
Juan Sánchez Gorio  ( España, 28 de noviembre de 1920 –Buenos Aires Argentina, 29 de julio de 1979) fue un bandoneonista, director de orquesta y compositor que desde los 2 años de edad vivió en la Argentina, donde desarrolló su actividad profesional dedicado al género del tango.

## Versión sobre su autoría
El historiador Julio Nudler escribió una versión de la génesis de este tango, que llegó a ser el mayor éxito de la orquesta de Juan Sánchez Gorio, según la cual el mismo había sido creado en realidad por otro músico, llamado Saverio Sadán, en Ucrania, con el nombre de Tus ojos.  
Nudler relata que recibió una partitura  fechada el 10 de agosto de 1940, en la localidad de Umañ, a mitad de camino entre las ciudades de  Kiev y Odessa, dedicada a “mi querida Celia”, que coincidía con la de Gitana rusa, y una cuartilla con una extensa letra firmada por D. M. Glinberg.
Según Nudler, la esposa del violinista judío Saverio Sadán tuvo en Ucrania en 1910 un hijo de nombre Demetrio que abandonó al poco tiempo al separarse la pareja. Casada con un diplomático de Argentina, la mujer emigró a ese país y después de la Revolución Rusa de 1917 su hijo hizo un largo viaje en tren y en barco para reunirse con su madre. En su nuevo país estudió, empezó a trabajar en el diario Crítica, se casó en 1938 y dos años después  recibió como obsequio un melodioso tango de corte europeo que le enviaba desde Ucrania su padre—vuelto a casar con una cantante lírica judeo-polaca— compuesto para la desconocida nuera, al que un amigo suyo había agregado una letra muy romántica, evocativa de una cita primaveral de amor, entre árboles y bajo las estrellas. Demetrio entregó la obra a su amigo Horacio Basterra, que estaba iniciando su carrera de letrista para que hiciera con ella lo que quisiera y, por lo visto, confeccionó una nueva letra y se la confió a su vez a Sánchez Gorio, que le hizo unos cambios mínimos y la registró con Basterra como propia.
El tango fue grabado y popularizado por vocalistas como Orlando Medina con la orquesta de Ricardo Malerba, Luis Mendoza con la de Sánchez Gorio y Oscar Serpa con la de Osvaldo Fresedo contribuyeron al rápido éxito de este pegadizo tango de sabor exótico.